# Cruzential
Cruzential är den danska musikgruppen Kashmirs andra album. Albumet släpptes i två versioner, första 1996 och det andra 1997. Version två har två extra låtar; "Stand" och "Gloom". Albumet har även olika omslag.
Originallåtarna spelades in och mixades i Track House och i Sweet Silence Studios i Köpenhamn, Danmark från januari till mars 1996, där även de två extra låtarna spelades in i januari 1997.

## Låtlista
1. Vote 4 Dick Taid
2. Stand
3. Prawn's Blues
4. Bring Back Superman
5. Tavelogue
6. Could We Kill Fred?
7. Dring
8. Stary In My Movie
9. Gloom
10. Beamed
11. Lollypork Stomp
12. Victoria
13. Bag of Flash & Thyme